# Elle attend
Singles de Jean-Jacques Goldman
Long Is the Road (Américain)
(1984) Je te donne
(1985)
Pistes de Non homologué
Bienvenue sur mon boulevard
(7) Délires schizo-maniaco-psychotiques
(9)
Elle attend est une chanson écrite, composée et interprétée par Jean-Jacques Goldman. Initialement parue en tant que face B du single Je marche seul en juin 1985, la chanson figure sur les versions disque compact et cassette audio de l'album Non homologué, en 1985.
Elle attend figure sur le best-of Singulier, en août 1996, dans une « version rechantée » qui paraîtra en single promotionnel à l'occasion de la sortie de la compilation,.
Le titre à la particularité rare d’alterner des passages en 8 temps avec d’autres passages en 7 temps (lors des vocalises).

## Titres sortis
45 tours
1. Je marche seul — 4:03
2. Elle attend — 3:17

Maxi 45 tours
1. Je marche seul — 5:58
2. Elle attend — 3:15